# Ancylopus 4-maculatus
Ancylopus 4-maculatus es una especie de coleóptero de la familia Endomychidae.

## Distribución geográfica
Se encuentra posiblemente en Kenia.